# Букингемский фонтан
Букингемский фонтан (англ. Buckingham Fountain) — фонтан в Чикаго (штат Иллинойс, США). Расположен в Грант-парке, считается «входными воротами» города. Является одним из крупнейших фонтанов мира.

## История фонтана

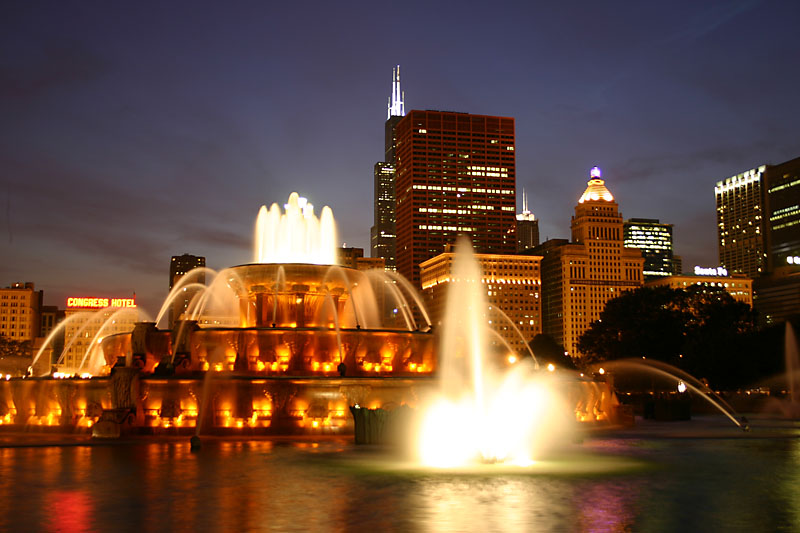
Фонтан ночью

Фонтан был подарен городу Кейт Букингем (англ. Kate Buckingham) в 1927 году как память об её брате — Кларенсе, поэтому полное название фонтана Мемориальный фонтан Кларенса Букингема (англ. Clarence Buckingham Memorial Fountain). Фонтан был создан под руководством архитектора Эдварда Беннетта (главный архитектор Чикаго и соавтор генерального плана города), который за основу взял архитектуру фонтана Лантона, что находится возле Версальского дворца в Париже. Скульптуры для фонтана создал французский скульптор Марсель Ф. Лаю (фр. Marcel F. Loyau). Стоимость фонтана на момент постройки составила 750 000 $. Помимо этого, для поддержания фонтана в рабочем состоянии, Кейт Букингем создала благотворительный фонд с начальным капиталом 300 000 $. 26 августа 1927 года фонтан начал работу.

## Описание
Фонтан находится близ Columbus Drive и Congress Parkway. Так как он расположен в Грант-Парке, что находится в передней части города, то этот фонтан считается входными воротами Чикаго.
Диаметр основного бассейна фонтана составляет 280 футов (около 84 метров). В центре бассейна высится трёхуровневая композиция общей высотой 25 футов (7,5 метра, относительно уровня воды в основном бассейне). В этой композиции диаметр бассейна нижнего уровня составляет 103 фута, среднего — 60 футов, а верхнего (чашевидного) — 24 фута. Фонтан выполнен из Джорджского розового мрамора в стиле Рококо и внешне похож на свадебный торт. Вокруг центральной композиции расположены 4 группы морских коней. В общей сложности, фонтан насчитывает 134 струи, из которых ежеминутно выбрасывается 14 тысяч галлонов воды (0,88 м³/с), причём высота центральной вертикальной струи достигает 150 футов (до 46 метров). Суммарный же объём воды в фонтане составляет 1 500 000 галлонов (5 700 000 л).
По своей композиции, фонтан символизирует озеро Мичиган, а 4 группы коней — штаты, окружающие это озеро: Иллинойс, Висконсин, Мичиган и Индиана.

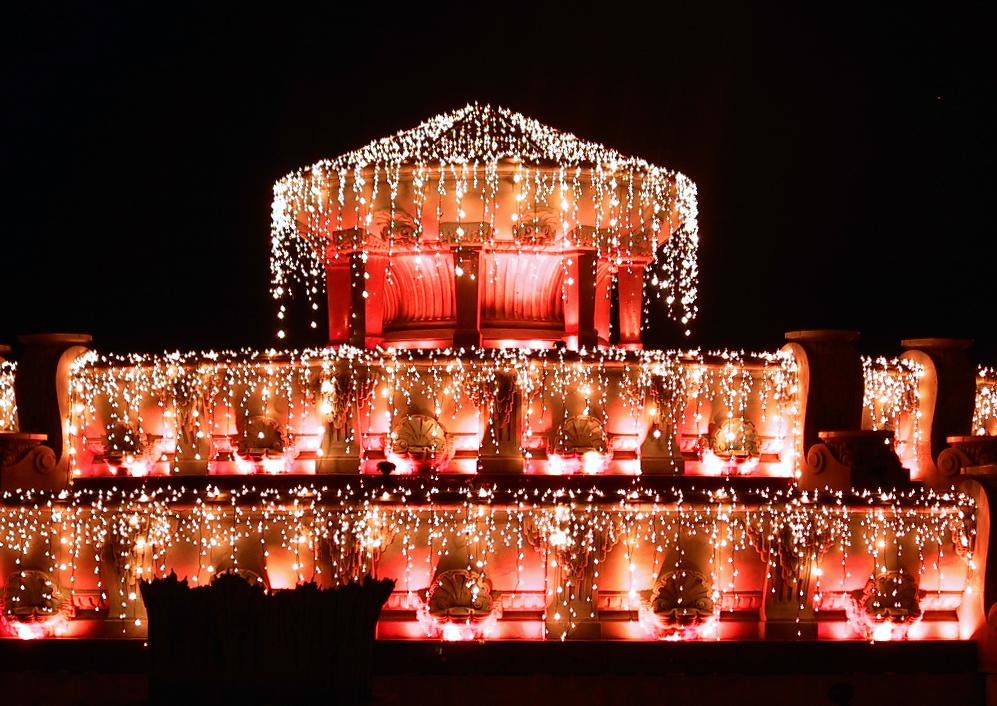
Фонтан зимой

Насосы фонтана контролируются компьютерами фирмы Honeywell, причём эти компьютеры поначалу находились в Атланте (штат Джорджия), но в 1994 году (после обновления) были перенесены в Иллинойс. Фонтан работает с 8:00 до 23:00 каждый день с середины апреля по середину октября. С наступлением сумерек, на фонтане проводятся световые шоу (используются 840 ламп), последнее из которых идёт в 22:00. Также под водой расположен монитор, который работает каждые 20 минут. В зимнее время, когда фонтан не работает, его украшают фестивалем огней.

## Фонтан в культуре
- Знаменитое шоссе 66 начиналось именно от этого фонтана[2].
- С Букингемского фонтана начиналась заставка всех 11 сезонов популярного комедийного сериала «Женаты… с детьми»[2]. Интересно что в русской адаптации данного сериала («Счастливы вместе») герои носят фамилию Букины, то есть схожую с названием данного фонтана.
- Также с данного фонтана начинается «The Amazing Race 6»[2].